# Cuba libre - La notte del giudizio
Cuba libre - La notte del giudizio (Judgment Night) è un film del 1993 diretto da Stephen Hopkins.
Il film deve parte della sua fama alla sua colonna sonora, composta interamente da collaborazioni tra gruppi rap (Run DMC, House of Pain, Onyx, Cypress Hill etc.) con altri di genere rock, metal e grunge (Faith No More, Helmet, Pearl Jam, Biohazard, Slayer etc.).

## Trama
Quattro amici partono per andare ad assistere ad un incontro di boxe. Durante il tragitto però sbagliano strada e finiscono in un quartiere malfamato, dove si ritrovano testimoni dell'omicidio di uno spacciatore; inseguiti dai killer dovranno cercare di sfuggire alla morte.